# Aussenzio (governatore)
Aussenzio (in latino Auxentius; fl. 384) è stato un politico romano.
Vir perfectissimus, prima del 384 fu praeses della Cilicia; un'iscrizione attesta la sua costruzione di un ponte sul fiume Saro nei pressi di Antiochia di Cilicia.
Elevato al rango di vir clarissimus e alla dignità senatoriale, costruì un ponte e una basilica a Roma: fu accusato di aver gestito male i fondi assegnatigli e nel 384 sottoposto a un processo per mano del praefectus urbi Anicio Auchenio Basso.
Va probabilmente identificato col senatore pagano di nome Aussenzio che restaurò un tempio di Diana a Roma.